# Sin techo ni ley
Sin techo ni ley (Sans toit ni loi, en francés original) es una película francesa escrita y dirigida por Agnès Varda en 1985. Se estrenó en el Festival de Venecia, donde obtuvo reconocimientos.

## Síntesis
La película obtuvo críticas positivas a nivel internacional. La actriz Sandrine Bonnaire, quien protagonizó la película, ganó un Premio César y en el Los Angeles Film Critics Association entre otros reconocimientos por su interpretación de Mona, una desafiante joven. La historia es contada como episodios poéticos y esparcidos en el paisaje helado del verano en Nimes. Esta película se considera como la pieza maestra de Varda.

## Sinopsis
La película comienza con el cuerpo retorcido de una joven que yace en una zanja, cubierta de escarcha. A partir de esta imagen, un entrevistador invisible, cuyo rostro no se deja ver, pone la cámara en los últimos hombres que la vieron y al que la encontró.
La acción luego regresa a la mujer, Mona, caminando por el borde de la carretera, escondiéndose de la policía e intentando conseguir un aventón. A lo largo de su viaje, conoce y se enfrenta a otros vagabundos, así como a un trabajador de viñedos tunecino, una familia de criadores de cabras, una profesora que investiga árboles y una criada que envidia lo que ella percibe como el hermoso y apasionado estilo de vida de Mona. Mona le explica a uno de sus compañeros temporales que en un momento tuvo un trabajo de oficina en París, pero se inquietó por la forma en que vivía, y eligió en cambio vagar por el país libre de cualquier responsabilidad, recogiendo todo lo que pueda para sobrevivir mientras ella va. Su condición parece empeorar hasta que finalmente cae donde la vimos por primera vez, congelada y miserable en una zanja.

## Reparto
| Actor                | Personaje                   |
| -------------------- | --------------------------- |
| Sandrine Bonnaire    | Mona Bergeron               |
| Setti Ramdane        | Marroquí                    |
| Macha Meril          | Madame Landier              |
| Yolande Moreau       | Yolande                     |
| Marthe Jarnias       | Madame Lydie                |
| Laurence Cortadellas | Éliane                      |
| Francis Balchère     | Policía                     |
| Jean-Louis Perletti  | Policía                     |
| Urbain Causse        | Campesino                   |
| Christophe Alcázar   | Obrero                      |
| Dominique Durand     | Motero                      |
| Joël Fosse           | Paulo, el amante de Yolande |
| Patrick Schmit       | Camionero                   |
| Daniel Bos           | Demoledor                   |
| Katy Champaud        | Jovencita                   |
| Raymond Roulle       | Anciano                     |

## Estilo
La película combina escenas narrativas sencillas, en las que vemos al personaje de Mona viviendo su vida, con secuencias pseudo-documentales en las que las personas que conocieron a Mona se dirigen a la cámara y dicen lo que recuerdan de ella. Los eventos importantes a veces no se muestran, por lo que el espectador debe juntar información para obtener una imagen completa.

## Banda sonora
| Título                                 | Artista                |
| -------------------------------------- | ---------------------- |
| Variations sur la vita                 | Joanna Bruzdowicz      |
| The Changeling                         | The Doors              |
| A contre-courant                       | Valérie Lagrange       |
| Oh Baby                                | Passion Fodder         |
| Freedom is slavery                     | Passion Fodder         |
| Marcia Baïla                           | Rita Mitsouko          |
| In my Tea                              | Rita Mitsouko          |
| Sur la mer toujours recommencée calmée | Puccini - Slim Batteux |
| Improvisation à la trompette de poche  | Emmanuel Protopopoff   |

## Reconocimientos

### Crítica
La película fue aclamada por la crítica. El agregador de reseñas Rotten Tomatoes informa que el 100% de los 13 críticos le dieron a la película una crítica positiva, con una calificación promedio de 8.7 / 10.

### Premios y nominaciones
| Año                                   | Categoría                 | Nominado/a        | Resultado |
| ------------------------------------- | ------------------------- | ----------------- | --------- |
| Premios César                         | Mejor Actriz              | Sandrine Bonnaire | Ganadora  |
| Premios César                         | Mejor película            | Agnès Varda       | Nominada  |
| Premios César                         | Mejor Director            | Agnès Varda       | Nominada  |
| Premios César                         | Mejor actriz de Reparto   | Macha Méril       | Nominada  |
| Sindicato Francés de Críticos de Cine | Mejor Película            | Agnès Varda       | Ganadora  |
| Los Angeles Film Critics Association  | Mejor Actriz              | Sandrine Bonnaire | Ganadora  |
| Los Angeles Film Critics Association  | Mejor Película extranjera | Agnès Varda       | Ganadora  |
| Premios Sant Jordi de Cinematografía  | Mejor actriz extranjera   | Sandrine Bonnaire | Ganadora  |
| Festival de Venecia                   | León de oro               | Agnès Varda       | Ganadora  |
| Festival de Venecia                   | FIPRESCI Prize            | Agnès Varda       | Ganadora  |
| Festival de Venecia                   | OCIC Award                | Agnès Varda       | Ganadora  |